# Our Planet
Our Planet (ou "Nosso Planeta" na versão brasileira) é uma série britânica documental da natureza original da Netflix. A série é narrada por David Attenborough em sua versão original , mas também esta disponível no idioma português com a voz de Jorge Helal. Foi produzida pela Silverback Films, conduzida por Alastair Fothergill e Keith Scholey, os quais também criaram as séries documentais da BBC, Planet Earth, Frozen Planet e The Blue Planet , em colaboração com a WWF (World Wildlife Fund ou Fundo Mundial para a Natureza em português).
A série aborda questões de conservação ambiental apresentando animais em seus respectivos habitats e foca em mostrar os impactos das ações humanas sobre o meio ambiente, como o aquecimento global e o desmatamento que vem afetando a vida de  todos os seres vivos. Esse foi o primeiro documentário de natureza feito pela Netflix, os episódios foram lançados oficialmente em 5 de Abril de 2019 e também foi feito um documentário por trás das cenas das gravações chamado "Our Planet: Behind the scenes" (ou “Nosso Planeta: um novo ângulo” na versão brasileira), que foi lançado em 2 de Agosto de 2019.

## Sinopse
Com imagens nunca vistas, o ambicioso documentário traz a beleza natural de nosso planeta e mostra como as mudanças climáticas têm impacto sobre todas as criaturas vivas.

## Episódios
| N.º | Título                                                        | Lançamento         |
| --- | ------------------------------------------------------------- | ------------------ |
| 1 | "One Planet" "(Um só planeta)" (BR)                           | 5 de abril de 2019 |
| "Testemunhe toda a diversidade do planeta, incluindo pássaros que bombardeiam o oceano à caça de anchovas e gnus capazes de enganar os cães-selvagens do Serengeti."    |                                                               |                    |
| 2 | "Frozen Worlds" "(Mundos Congelados)" (BR)                    | 5 de abril de 2019 |
| "Vítimas das impiedosas consequências das mudanças climáticas, ursos-polares, leões-marinhos, focas e pinguins veem seus paraísos de gelo em perigo."                   |                                                               |                    |
| 3 | "Jungles" "(Selvas)" (BR)                                     | 5 de abril de 2019 |
| "As matas e florestas tropicais são o lar de uma incrível variedade de espécies, que incluem pássaros vaidosos, orangotangos inteligentes e formigas muito ambiciosas." |                                                               |                    |
| 4 | "Coastal Seas" "(Mares costeiros)" (BR)                       | 5 de abril de 2019 |
| "De temíveis tubarões a gentis ouriços-do-mar, noventa por cento das criaturas marinhas vivem na região costeira. Proteger esses habitats é um dever da humanidade."    |                                                               |                    |
| 5 | "From Deserts To Grasslands" "(Dos desertos aos campos)" (BR) | 5 de abril de 2019 |
| "Câmeras acompanham elefantes do deserto à procura de alimento, bisões vagando pelas pradarias da América do Norte e lagartas desfrutando da boa vida no subterrâneo."  |                                                               |                    |
| 6 | "The High Seas" "(Oceanos além das fronteiras)" (BR)          | 5 de abril de 2019 |
| "Aventure-se na escuridão dos profundos e desolados oceanos que são o lar de criaturas belas e estranhas."                                                              |                                                               |                    |
| 7 | "Fresh Water" "(Água doce)" (BR)                              | 5 de abril de 2019 |
| "Nunca tivemos tanta necessidade de água doce. No entanto, a sua oferta está cada vez mais incerta para todas as espécies."                                             |                                                               |                    |
| 8 | "Forests" "(Florestas)" (BR)                                  | 5 de abril de 2019 |
| "Descubra a frágil interdependência entre as espécies que habitam as florestas, incluindo águias-carecas, cães-selvagens africanos, e tigres-siberianos."               |                                                               |                    |

## Produção
Em 15 de Abril  de 2015 foi anunciado que o time responsável pela série Planet Earth da BBC, iria produzir para a Netflix um documentário de natureza dividido em oito episódios que seriam lançados em 2019. Foram quatro anos de desenvolvimento, as filmagens aconteceram em 50 países e mais de 600 pessoas fizeram parte da produção. A série mostra toda a diversidade de vida nos mais variados habitats do mundo, incluindo o Ártico, os Oceanos profundos, os mares costeiros, as vastas paisagens da Africa e as Selvas tropicais.
Em novembro de 2018 David Attenborough foi anunciado como o narrador e foi lançada data de estreia da série 5 de Abril de 2019.

## Promoção
A pré estreia de Our Planet aconteceu em 4 de Abril de 2019, no Museu de História Natural em Londres (Inglaterra). Entre os convidados do evento estavam o Príncipe Charles e seus dois filhos Príncipe William e Príncipe Harry, também estavam presentes  Charlie Brooker, David Beckham com seu filho Brooklyn Beckham, Ellie Goulding e o narrador da série  David Attenborough, os quais compareceram para sublinhar seu apoio à ação contra mudanças climáticas.
Em seu discurso o Principe Charles declarou que tinha esperança de que “Our Planet” iria educar centenas de milhões de pessoas pelo mundo sobre as ações necessárias, enquanto que David Attenborough fez um chamado ao mundo “sejam cidadãos responsáveis e cuidadosos para com este planeta que é o nosso único lar, e das criaturas que nele vivem”.
O primeiro teaser de “Our Planet” foi lançado em 8 de Novembro de 2018. Três meses depois, em 4 de Fevereiro de 2019, saiu o segundo teaser. E somente em 19 de Março de 2019 o trailer oficial foi liberado.

## Recepção
O website Rotten Tomatoes relatou uma taxa de aprovação de 93% com base em 27 resenhas e uma classificação média de 8.33/10. O consenso crítico do site comenta sobre “Our planet”: "Uma cornucópia de maravilhas visuais e defesa do meio ambiente, a cinematografia de tirar o fôlego de Our Planet explora mais deste belo mármore azul ao mesmo tempo em que apresenta um chamado urgente à ação para seus habitantes" Metacritic, que usa uma média ponderada, atribuiu ao filme uma pontuação de 88 em 100, com base em 7 críticos.
Luy Mangen do The Guardian deu 4 de 5 estrelas para Our Planet, dizendo que a Série  “coloca uma ênfase mais clara na fragilidade e interconexão de todas as espécies e ecossistemas em exibição, e no enorme impacto que a humanidade teve sobre eles em tão pouco tempo”.
Bryan Resnick, da Vox, comenta sobre as perdas que o meio ambiente está sofrendo, afirmando " Estamos vivendo em uma época de perda impressionante de vida selvagem devido ao desenvolvimento humano, pesca excessiva, desmatamento e mudanças climáticas. Esta série não nos deixa esquecer isso. Os humanos causaram uma quantidade impressionante de perdas de vida selvagem. Nosso planeta não se esconde disso."
Ben Travers, da Indie Wire, dá um B + geral para a série , e afirma que a série contrasta implacavelmente as maravilhas naturais do mundo com a crise ambiental que os está matando, ele escreveu "Suas mortes são um aviso para a escuridão subjacente a todo o Nosso Planeta, uma documentação da natureza que não se contenta mais com comentários passivos.” “Our Planet oferece todas as imagens impressionantes que você espera desses documentaristas, mas sua atitude pode surpreendê-lo. Inscrições individuais parecem um pouco menos memoráveis por causa disso. "
Will Gompertz, da BBC, também distribuiu 4 de 5 estrelas para a série, afirmando que "nos dá algumas das imagens mais deslumbrantes que você provavelmente verá na TV. Quando necessário, elas são embelezadas com o comentário de Attenborough, que nunca é intrusivo e sempre escrito com brevidade e sagacidade ... eu me pergunto, porém, se os experientes produtores executivos da BBC teriam aguçado um pouco o primeiro episódio...Foi criado por mestres de seu ofício com um narrador excepcional. "
No entanto, Ed Power do The Telegraph criticou a série de documentários como "visualmente deslumbrante, mas muito familiar." e deu-lhe uma nota de 3 de 5 estrelas, escrevendo "É um clichê em seu retrato da vida na terra como um balé de dentes e garras em câmera lenta ... Em suma, as inovações que tornaram a série anterior de Attenborough tão sensacional estão visivelmente ausentes . É uma visão assombrosa. Mais disso e Nosso planeta pode ter sido uma adição significativa à série do cânone da história natural. Em vez disso, prioriza a grandeza cinematográfica a um grau quase opressor. "
Escrevendo no The Independent, Lucy Jones diz que o aspecto mais importante da série, que a diferencia de outros documentários sobre a natureza de seu tipo, é que as duras realidades do aquecimento global, extinção em massa de espécies e degradação ambiental estão entrelaçadas na narração que acompanha as cenas e imagens de tirar o fôlego, mas argumenta que não vai longe o suficiente e deveria ter sido mais radical devido às crises ecológicas atuais. Em particular, ela diz que o programa deveria ter chamado os responsáveis por este ecocídio. Quando a narração de Attenburough diz ao público “Destruímos metade das florestas da terra”, ela retruca “Mas, quem somos nós? Além da indústria de combustíveis fósseis, onde está a indústria pesqueira? Agricultura? A indústria de plásticos? Os interesses velados que manter o planeta queimando? Sim, somos todos cúmplices - aqueles de nós em sociedades ricas com estilos de vida de alto consumo mais do que qualquer um - mas há mais poderes em ação. Descrever a escala do desafio é necessário, mas eu queria que a série fosse mais longe, para espiar sob o capô.

## Trilha Sonora
A trilha sonora foi lançada com uma compilação da música incidental encomendada especialmente para Our Planet. A música tema "In This Together", que é uma colaboração com a cantora e compositora inglesa Ellie Goulding, também está incluída.

## Our Planet em Outras Mídias
A série Our Planet também possui o seu próprio website disponível em vários idiomas e é possível acessar a versão em português.  O site conta com informações adicionais sobre os vários biomas apresentados na série, funções interativas como o ”Globo Explorável”,  além de vários conteúdos informativos e educacionais voltados tanto para escolas e empresas quanto para o público geral e também fornece dicas e conhecimentos sobre como todos nós podemos ajudar a salvar nosso planeta.
Foi criado também um livro original da série, contendo o mesmo título, “Our Planet”, que está disponível para a compra com a seguinte descrição “Com um prefácio de Sir David Attenborough, este é o companheiro fotográfico impressionante para a série de documentários originais vencedores do Emmy NETFLIX, apresentando imagens nunca antes vistas dos animais mais intrigantes da natureza em ação e as mudanças ambientais que precisam ser vistas para serem acreditadas .”
Our Planet também colaborou com o desenvolvimento de um aplicativo especializado em reconhecer espécies de animais e plantas, através do simples ato de apontar a câmera do celular para os mesmos. O App possui o nome de  “Seek by iNaturalist” e esta disponível de forma gratuita na App Store e no Google Play.
Our Planet se tornará uma experiência ao vivo e fará uma turnê pela Europa em 2020 e 2021. Our Planet Live in Concert será apresentado na forma de um espetáculo multimídia, combinando destaques da série com novos arranjos para a produção ao vivo, e nova narração na tela de David Attenborough. A série de oito partes será reinventada em um show de duas horas em uma arena, incluindo três telas gigantes, uma orquestra de 66 peças e a vocalista ao vivo Lisa Hannigan. A produção ao vivo é desenvolvida pelos produtores da série Silverback Films e pelo compositor vencedor do Oscar da série, Steven Price.